# Conflict: Europe
Conflict: Europe è un videogioco strategico a turni pubblicato nel 1989 per Amiga, Atari ST e MS-DOS dalla Personal Software Services (PSS), all'epoca una divisione della Mirrorsoft. Rappresenta un'ipotetica guerra, potenzialmente anche nucleare, tra NATO e Patto di Varsavia nell'Europa continentale. Si tratta di una nuova versione di Theatre Europe, uscito nel 1985-1986 per computer a 8 bit. Inizialmente venne annunciato appunto come Theatre Europe, poi uscì con il titolo Conflict: Europe; viene considerato a volte un aggiornamento o conversione, a volte un seguito di Theatre Europe.

## Modalità di gioco
Il funzionamento di base del gioco è lo stesso di Theatre Europe, al quale si rimanda, mentre di seguito si descrivono le principali novità. In Conflict: Europe ci sono miglioramenti estetici, ad esempio la mappa appare come se fosse il maxischermo di un centro di comando animato, ed è supportato il controllo del cursore anche tramite mouse. Non esistono più le scene d'azione sparatutto, quindi i risultati dei combattimenti dipendono solo dai calcoli del computer. Varie funzioni secondarie sono accessibili selezionando i terminali del centro di comando sotto la mappa. Sono disponibili alcuni nuovi tipi di missioni aeree e speciali, e numerose opzioni di attacco nucleare tattico e strategico. Un menù della diplomazia permette di scambiare messaggi, minacce e offerte di pace. Si può visualizzare la mappa della densità di popolazione e della radioattività causata dalle atomiche, nociva per la popolazione e per le unità. Al posto dei tre livelli di difficoltà dell'originale si possono selezionare cinque scenari, anche con schieramenti iniziali diversi.